# Łykowo
Łykowo (deutsch Leikow) ist ein Dorf in der Woiwodschaft Westpommern in Polen. Es gehört zur Gmina Dygowo (Gemeinde Degow) im Powiat Kołobrzeski (Kolberger Kreis).

## Geographische Lage
Das Dorf liegt in Hinterpommern, etwa 115 Kilometer nordöstlich von Stettin und etwa 20 Kilometer südöstlich von Kołobrzeg (Kolberg).
Am westlichen Ortsrand verläuft von Nordwest nach Südost die Woiwodschaftsstraße 163, deren Verlauf hier der ehemaligen Reichsstraße 124 entspricht. Die nächsten Nachbarorte sind im Nordwesten an der Woiwodschaftsstraße Wrzosowo (Fritzow), im Osten Syrkowice (Zürkow) und im Süden Poczernino (Putzernin).
Westlich des Ortes fließt die Persante. Östlich des Ortes verläuft die Bahnstrecke Szczecinek–Kołobrzeg (Bahnstrecke Neustettin–Kolberg).

## Geschichte
Das Dorf wurde erstmals im Jahre 1263 erwähnt, als Hermann von Gleichen, Bischof von Cammin, den Sprengel der neuen Pfarrkirche in Fritzow festlegte. Zu den nach Fritzow eingepfarrten Dörfern gehörte auch Leycowe. Leikow blieb dann auch nach der Reformation und bis 1945 nach Fritzow eingepfarrt.
Das Dorf ist in der Form eines kleinen Straßendorfes angelegt. Der Ortsname ist slawischer Herkunft.
Auf der Lubinschen Karte von 1618 ist das Dorf als Lekow eingetragen.
In der Neuzeit war Leikow ein Lehen der adligen Familie Münchow. Als solches wurde es erstmals 1666 genannt. Anders als in den meisten anderen Dörfern in adligem Besitz wurde in Leikow kein Gutshof eingerichtet. Die ursprünglich sechs, später fünf großen Bauernstellen blieben bestehen.
In Ludwig Wilhelm Brüggemanns Ausführlicher Beschreibung des gegenwärtigen Zustandes des Königlich-Preußischen Herzogtums Vor- und Hinterpommern (1784) ist Leickow unter den adligen Gütern des Fürstentums Cammin aufgeführt. Damals gab es hier fünf Bauernstellen und insgesamt zehn Haushaltungen („Feuerstellen“). Das Dorf ist als altes Münchowsches Lehen bezeichnet, war damals aber im Besitz einer Frau von Lettow.
Im Besitz der Familie Münchow war Leikow, mit Unterbrechungen, bis zu der im 19. Jahrhundert durchgeführten Regulierung der gutsherrlichen und bäuerlichen Verhältnisse (siehe: Preußische Agrarverfassung). Auch im Rahmen der Regulierung gaben die Bauern kein Land an die bisherige Grundherrschaft ab. Wie Heinrich Berghaus im Landbuch des Herzogtums Pommern und des Fürstentums Rügen (1867) beschreibt, zählte Leikow, obwohl dort die Gutsherrschaft keine Grundstücke besaß, weiterhin im Rechtssinne als ein Rittergut der Familie Münchow.
1859 wurde östlich des Dorfes die Bahnstrecke Belgard–Kolberg errichtet. Am nördlichen Rand der Gemarkung Leikow auf der Grenze zu Fritzow wurde ein Bahnhof eingerichtet, der nach dem bedeutenderen Fritzow benannt wurde. Bei dem Bahnhof entwickelte sich auf dem Gebiet der Gemeinde Leikow eine Siedlung, amtlich Bahnhof Fritzow, vielfach auch Neu Leikow genannt.
Mit der Auflösung der Gutsbezirke in Preußen wurden 1928 die benachbarten Gutsbezirke Putzernin und Zürkow nach Leikow eingemeindet. Bis 1945 gehörte die Gemeinde Leikow mit ihren Wohnplätzen Bahnhof Fritzow, Putzernin und Zürkow zum Kreis Kolberg-Körlin.
Nach dem Zweiten Weltkrieg kam Leikow, wie ganz Hinterpommern, an Polen. Der Ortsname wurde als Łykowo polonisiert, die Bevölkerung wurde vertrieben und durch Polen ersetzt.

## Entwicklung der Einwohnerzahlen
- 1816: 046 Einwohner[5]
- 1864: 113 Einwohner[5]
- 1885: 095 Einwohner[5]
- 1905: 106 Einwohner[5]
- 1925: 161 Einwohner[5]
- 1933: 394 Einwohner (mit den eingemeindeten Orten Zürkow und Putzernin)[5]
- 1939: 421 Einwohner (mit den eingemeindeten Orten Zürkow und Putzernin)[5]